# Leon Biegeleisen
Leon Władysław Biegeleisen (ur. 24 maja 1885 we Lwowie, zm. 1944) – major audytor Wojska Polskiego, doktor praw, ekonomista, nauczyciel akademicki, docent Wolnej Wszechnicy Polskiej oraz profesor Wyższej Szkoły Dziennikarskiej w Warszawie, autor wielu publikacji.

## Życiorys
Urodził się 24 maja 1885 we Lwowie, w rodzinie Henryka (1855–1934) i Anny Debory z Lindenbaumów. Był młodszym bratem Bronisława (1881–1963). Ukończył studia na Wydziale Prawa Uniwersytetu Franciszkańskiego we Lwowie. W 1914 był sędzią „bez oznaczonego miejsca przydziału” w c. k. Sądzie obwodowym w Sanoku.
12 sierpnia 1914 wstąpił do Legionów Polskich . 16 sierpnia 1915 został przydzielony z Departamentu Wojskowego Naczelnego Komitetu Narodowego do Stacji zborczej i transportowej Polskich Legionów w Krakowie. 27 marca 1917 został zwolniony w celu poprowadzenia kursu ekonomiczno-handlowego dla inwalidów i superarbitrowanych legionistów .
3 maja 1922 został zweryfikowany w stopniu majora ze starszeństwem z 1 czerwca 1919 i 4. lokatą w korpusie oficerów sądowych. W tym czasie służył w Biurze Prawnym Szefostwa Administracji i został powołany do Komitetu Organizacyjnego Centralnej Spółdzielni Wojskowej. W 1923 pełnił służbę w Wojskowym Sądzie Okręgowym Nr IX w Brześciu nad Bugiem na stanowisku sędziego śledczego do spraw szczególnej wagi. W następnym roku został przeniesiony do rezerwy. W 1934, jako oficer rezerwy pozostawał w ewidencji Powiatowej Komendy Uzupełnień Warszawa Miasto III. 
Uzyskał stopień naukowy doktora. Został docentem Wolnej Wszechnicy Polskiej, w której wykładał politykę ekonomiczną. Wykładał też przedmioty w Wyższej Szkole Dziennikarskiej w Warszawie i był członkiem zwyczajnym Towarzystwa WSD. Był redaktorem naczelnym czasopisma „Samorząd Miejski“.
Zmarł w 1944. W 2022 roku Narodowy Bank Polski wybił srebrną monetę o nominale 10 zł z jego wizerunkiem w serii "Wielcy polscy ekonomiści".

## Rodzina
Leon Władysław Biegeleisen był żonaty ze Stefanią z Kołakowskich, z którą miał syna Jerzego Stefana Stawińskiego (1921–2010)  .

## Wybrane publikacje
- Postępowanie spadkowe włościańskie na tle niezgodności ksiąg gruntowych z faktycznem posiadaniem: studjum prawno-agrarne: referat na 5. Zjazd prawników i ekonomistów polskich (1911)
- Przewód spadkowo-opiekuńczy a ustrój własności chłopskiej: studyum z zakresu gospodarczo-prawnych stosunków ludności włościańskiej w Galicyi (1914)
- Rozwój gospodarczy nowoczesnej wsi polskiej. T. 1 (1916)
- Gospodarcze ustawodawstwo wojenne. Cz. 1 (1917)
- Rozwój gospodarczy nowoczesnej wsi polskiej. T. 2 (1917)
- Teorya małej i wielkiej własności: referat na 6 Zjazd Prawników i Ekonomistów Polskich w Warszawie (1918)
- Stan ekonomiczny Małopolski na podstawie bilansu handlowego (1921)
- Reforma rolna głównych państw europejskich. T. 1 (1924)
- Reforma rolna głównych państw europejskich. T. 2 (1926)
- Polityka aprowizacyjna samorządu miejskiego (1927)
- Szkoła a gospodarstwo narodowe: zarys gospodarczej polityki szkolnej. T. 1 (1927)
- Wstęp do studjów nad polityką gospodarczą (1927)
- Zagadnienia ekonomiki komunalnej (1929)
- Teorja i polityka przedsiębiorstw publicznych samorządu terytorialnego i państwa (1931)
- Założenia teorii ekonomii a problemy "graniczne" (1937)
- Polityka aprowizacyjna Czechosłowacji: studjum z zakresu interwencjonizmu gospodarczego (1928)
- Szkoła a gospodarstwo narodowe: zarys gospodarczej polityki szkolnej. T. 2, (Polska polityka gospodarcza a szkolnictwo zawodowe) (1928)
- Gospodarcze podstawy rozwoju przedsiębiorstw komunalnych: wstęp do monografji o przedsiębiorstwach komunalnych (1929)
- Polityka gospodarcza Italji: rolnictwo, aprowizacja, obrót wewnętrzny, polityka cen (1929)
- Stan i tendencje rozwoju polskich urządzeń miejskich (1919–1928) (1930)
- Teorja i polityka przedsiębiorstw publicznych samorządu terytorjalnego i państwa (1931)
- Reforma studjów ekonomicznych na wyższych uczelniach (1933)
- Analiza rynku pracy ze stanowiska szkolnictwa zawodowego: górnictwo i hutnictwo. T. 1, (Kontyngenty zapotrzebowania, podstawy techniczno-wytwórcze i ekonomiczno-konjunkturalne) (1934)
- Analiza rynku pracy ze stanowiska szkolnictwa zawodowego: górnictwo i hutnictwo. T. 2, (Kontyngenty zapotrzebowania, podstawy techniczno-wytwórcze i ekonomiczno-konjunkturalne) (1934)
- Zofja Daszyńska-Golińska jako ekonomistka (1934)
- Polityka gospodarczo-aprowizacyjna miast polskich (Warszawy i Lwowa): geneza, historja, stan faktyczny, tendencje, ocena i wnioski (1935)
- Przedsiębiorstwa komunalne wywozu i utylizacji odpadków domowych: (stosunki polskie i wzory zachodnie): studjum z zakresu ekonomiki komunalnej (1935)
- Wstęp do nauki ekonomii społecznej. T. 1, Teoria relatywizmu gospodarczego (1937)
- Podstawy teoretyczno-poznawcze ekonomiki = Bases théoriques de la science économique (1938)
- Teoretycznopoznawcze podstawy zasady gospodarczości (1938)
- Wstęp do nauki ekonomii społecznej. T. 2, Teoria modeli ekonomicznych (1939)[1]